# Río Bueno (Stadt)
Río Bueno ist eine Kommune und Stadt im südlichen Chile und befindet sich zwischen Osorno und Valdivia unmittelbar östlich der Panamericana. Río Bueno steht unter der Verwaltung der Gemeinde Lago Ranco. Die Stadt liegt in der Provinz Ranco in der Region Los Ríos. Der Name der Stadt kommt von dem gleichnamigen Fluss Río Bueno. Dieser kalte Gebirgsstrom ist unter Raftingfreunden und Anglern beliebt. Sehenswürdigkeiten der Stadt sind die große Brücke über den Río Bueno sowie die Reste eines spanischen Kastells aus dem 18. Jahrhundert. Wie an vielen Orten im südlichen Chile ist auch in Río Bueno der Anteil der Nachkommen deutscher Einwanderer hoch.
Nach Río Bueno benannte die chilenische Küstenwache 1983 ein Wachboot.